# Baytown
Baytown è una città degli Stati Uniti d'America situato nella contea di Harris dello Stato del Texas. È situata al confine con la contea di Chambers sulla quale si estendono alcune propaggini della periferia orientale della città, ed è parte dell'ampia area metropolitana di Houston–The Woodlands–Sugar Land.
La popolazione al censimento del 2010 era di 71 802 abitanti.

## Storia
L'area occupata oggi da Baytown era già abitata nel 1822, anche se ancora, al posto dell'odierno paese, c'erano tre diversi centri abitati: Goose Creek, Pelly e East Baytown. 
Dopo la prima guerra mondiale fu proposto di unire i tre paesi in uno solo, ma i cittadini di East Baytown si opposero a tale proposta. Solo nel 1947 essa verrà accettata e l'odierna Baytown venne fondata il 24 gennaio 1948.

## Geografia fisica
Baytown è situata sulla foce del fiume San Jacinto nella baia di Galveston, 22 miglia (35 km) a est di Houston.
Secondo lo United States Census Bureau, ha un'area totale di 35,45 miglia quadrate (91,8 km²), di cui 32,7 miglia quadrate (85 km²) di terreno e 0,5 miglia quadrate (1,3 km²), 1,51%, d'acqua.
Baytown si trova su una pianura costiera, e la sua vegetazione è composta in gran parte da praterie e paludi. I comuni del circondario sono stati costruiti su paludi bonificate e praterie, ambienti che sono ancora visibili in alcune parti non sviluppate dell'area della baia. Baytown è circondata dall'acqua su tre lati. Lungo il sud e l'ovest dalla Galveston Bay, a est dal Cedar Bayou. La città è delimitata a nord dalla Interstate 10. Porzioni della città ad est del Cedar Bayou si trovano nella contea di Chambers.

## Società

### Evoluzione demografica
Secondo il censimento del 2010 nella città risiedevano 71 802 persone, 28 998 nuclei familiari e 17 025 famiglie. La densità di popolazione era di 2 025,7 persone per miglio quadrato (785,6 ab./km²).